# Worst EU Lobbying Awards
Les 'Worst EU Lobbying' Awards (Prix du Pire Lobbying de l’UE) récompensent « les pratiques de lobbying les plus douteuses » afin de les exposer au public,. Ils sont décernés par le public qui doit choisir parmi les cinq candidats mis au grand jour par les organisateurs Corporate Europe Observatory (son abréviation CEO signifie PDG en anglais), Friends of the Earth Europe, LobbyControl et Spinwatch.
Cette initiative est née en 2005 de membres d'une coalition de 160 ONG appelée ALTER-EU, (abréviation anglaise de "Alliance pour une réglementation de transparence et d‘éthique en matière de lobbying") en réponse à « l‘Initiative Européenne pour la Transparence » du Commissaire Européen Siim Kallas qui déclarait lui-même : « Les lobbyistes peuvent avoir une influence considérable sur la législation, en particulier sur les propositions de nature technique... Mais leur transparence est trop faible par rapport à l‘impact de leurs activités. »
Un Prix du Pire Conflit d’Intérêt est également décerné depuis 2008. L'un des candidats à ce prix aurait demandé sans succès au Tribunal de Première Instance de Bruxelles que son nom soit enlevé de la liste des nommés et ne soit pas mentionné au cours de la cérémonie de remise du Prix.
Le prix ne semble plus attribué après 2010[réf. souhaitée].